# Bercsin
Bercsin (horvátul: Brčino) falu Horvátországban, Bród-Szávamente megyében. Közigazgatásilag Szibinhez tartozik.

## Fekvése
Bródtól légvonalban 14, közúton 28 km-re, községközpontjától légvonalban 7, közúton 17 km-re északra, Szlavónia középső részén, a Dilj-hegység területén, a Gnojnica-patak völgyében fekszik.

## Története
A település már a középkorban is létezett. Első említése „Berchyn” alakban 1375-78-ben nemesi névben történt. Ezután még számos alkalommal fordul elő nemesi névben, így például 1392-ben, 1427-ben, 1468-ban is. 1434-ben „Berchyn” néven Petenye várának tartozékaként említik. 1464-ben valószínűleg birtokmegosztás miatt már két faluként Alsó- és Felsőbercsin (de inferiori Berchin, de superiori Berchin) néven említik. Mindkettőnek külön plébánosa volt. 1536-ban megszállta a török. A török uralom idején is fennmaradt plébániája, papjai innen szolgálták a Dilj-hegységnek, valamint az Orljava és a Longya partjának településeit. Bercsinnek a Havas Boldogasszony tiszteletére szentelt falazott temploma volt, ahol a boszniai katolikus püspökök többször is bérmáltak. 1646. november 21-én Marijan Maravić püspök például 128 hívőt bérmált meg. Mivel a vrčindoli plébániát is többször nevezik bercsininek feltételezhető, hogy a miséket gyakran abban a templomban mondták.
Az 1698-as kamarai összeírás ugyan megemlíti, de akkor lakatlan volt. 1734-ben az egyházi vizitáció megemlíti a Mária mennybevétele titulusú falazott templomát, melynek falai ugyan épek voltak, de a tetőzet, a vakolat és a festés javításra szorult. A templom a vrčindoli plébánia filiája volt. Tornyot 1750 körül építettek hozzá. 1760-ban már Odvorci hajdútelepülés részeként említik. Odvorci a török kiűzése után keletkezett Boszniából, Likából és a horvát Bánságból telepített katolikus horvátok betelepülésével, de legnagyobb részük az Una menti Dvor vidékéről érkezett, ezért őket összefoglaló néven „odvorci”nak hívták. Innen kapta aztán nevét Odvorci is. Nevének másik magyarázata szerint az itteni horvát menekültek a szibiniektől elkülönülten telepedtek le és ezért „odvojci”nak nevezték őket. Az 1698-as kamarai összeírásban már „Odvorczy” néven hajdútelepülésként szerepel. A katonai közigazgatás megszervezése után a bródi határőrezredhez tartozott. 1779-ben megalapították az odvorci Szent Fülöp és Jakab plébániát, melyhez Bercsin is tartozik.
Az első katonai felmérés térképén „Berchin” néven található. Lipszky János 1808-ban Budán kiadott repertóriumában „Bercsino” néven szerepel. Nagy Lajos 1829-ben kiadott művében „Bercsino” néven 37 házzal, 189 katolikus vallású lakossal találjuk. A katonai közigazgatás megszüntetése után 1871-ben Pozsega vármegyéhez csatolták.
A településnek 1857-ben 248, 1910-ben 309 lakosa volt. Pozsega vármegye Bródi járásának része volt. Az 1910-es népszámlálás adatai szerint lakosságának 92%-a horvát, 6%-a ruszin anyanyelvű volt. Az első világháború után 1918-ban az új szerb-horvát-szlovén állam, majd később (1929-ben) Jugoszlávia része lett. A második világháború után önálló település lett. 1991-től a független Horvátországhoz tartozik. 1991-ben lakosságának 98%-a horvát nemzetiségű volt. 2011-ben a településnek 168 lakosa volt.

## Lakossága
| Lakosság változása | Lakosság változása | Lakosság változása | Lakosság változása | Lakosság változása | Lakosság változása | Lakosság változása | Lakosság változása | Lakosság változása | Lakosság változása | Lakosság változása | Lakosság változása | Lakosság változása | Lakosság változása | Lakosság változása | Lakosság változása |
| ------------------ | ------------------ | ------------------ | ------------------ | ------------------ | ------------------ | ------------------ | ------------------ | ------------------ | ------------------ | ------------------ | ------------------ | ------------------ | ------------------ | ------------------ | ------------------ |
| 1857               | 1869               | 1880               | 1890               | 1900               | 1910               | 1921               | 1931               | 1948               | 1953               | 1961               | 1971               | 1981               | 1991               | 2001               | 2011               |
| 248                | 304                | 262                | 288                | 318                | 309                | 302                | 340                | 387                | 400                | 379                | 322                | 274                | 255                | 207                | 168                |

(1931-ig Odvorci településrészeként, 1948-tól önálló településként.)

## Nevezetességei
Mária mennybevétele tiszteletére szentelt római katolikus templomát 1875-ben építették a régi templom helyén.

## Sport
Dilj M&M Brčino-Ravan sport és rekreációs egyesület.